# Torres de Santa Catalina
Se conoce como torres de Santa Catalina a un conjunto de tres torres fortificadas, de época musulmana, ubicadas en una loma entre los ríos Trujala y Orcera, en el municipio de Orcera, en la provincia de Jaén (España). 

## Descripción
Las tres torres están muy cerca entre sí, siendo dos de ellas, las más lejanas al núcleo de Orcera, gemelas y la tercera, la más separada de las otras, de diferente factura. 
Las dos torres gemelas (las n.º 2 y 3) son ligeramente tronco-cónicas, con planta rectangular (5,30 x 4,20 metros) y unos 14 m de altura. Tienen tres plantas, aunque existe una especie de subplanta, de 1,70 m de altura, por lo que dan la sensación de disponer de cuatro pisos. Sin embargo, el acceso se realiza desde el segundo piso, por lo que algunos autores piensan que el primero pudo usarse como aljibe. Están construidas con tapial, aunque con mucha piedra en su mezcla. A ambas les falta el coronamiento almenado, aunque una de ellas (la n.º 2) presenta algunos restos de almenas.
La torre n.º 3, la más próxima a Orcera, es claramente diferente, más robusta, baja y ancha que las otras dos, asociada además a una muralla que la rodeaba y de la que apenas quedan restos. La planta es más rectangular (8,60 x 5,65 metros) y su obra es igualmente de tapial rico en piedra. Tiene tres plantas, con acceso en altura, teniendo como única iluminación interior una serie de saeteras. Está situada, además, en la cuenca del río.

## Datación
Han sido datadas entre finales del siglo XII y comienzos del XIII, es decir, en época de control almohade sobre al-Ándalus. Su función no está clara y los distintos autores han especulado con ella, Posiblemente, las dos torres gemelas tenían función de torre óptica, y la tercera parece más bien parte de un castillo rural.